# 케뱅 음바부
멜랭고 케뱅 음바부(프랑스어: Melingo Kevin Mbabu, 1995년 4월 19일 ~ )는 스위스의 축구 선수이다. 그는 현재 덴마크 수페르리가의 FC 미트윌란에서 뛰고 있다.